# Rekin kolczasty
Rekin kolczasty (Echinorhinus brucus) – gatunek ryby chrzęstnoszkieletowej z rodziny Echinorhinidae.

## Taksonomia
Rekin ten został opisany przez francuskiego przyrodnika Pierre’a Josepha Bonnaterre w 1788 roku na łamach Tableau encyclopédique et méthodique des trois regnes de la nature jako Squalus brucus. Epitet gatunkowy pochodzi od greckiego brux lub bruchios oznaczającego „z głębi morza”. Okaz typowy zaginął. W 1816 roku Henri de Blainville stworzył dla tego gatunku nowy rodzaj Echinorhinus. Aż do lat 60. XX wieku osobniki z gatunku Echinorhinus cookei zamieszkujące wody Oceanu Spokojnego uważane były za populację rekina kolczastego.

## Zasięg występowania
Gatunek rzadki, ale szeroko rozprzestrzeniony w wodach oceanicznych, na głębokościach od 10–900 m p.p.m. Występuje prawie we wszystkich tropikalnych wodach morskich z wyjątkiem wschodniego Oceanu Spokojnego, czasem można go spotkać w morzach strefy umiarkowanej.

## Opis
Jest to duży rekin – długość ciała dochodzi do 3 m, a masa do 230 kg. Jego ciało pokryte jest sterczącymi płytkami, zaopatrzonymi w dodatkowe kolce, stąd polska nazwa gatunku.
Żywi się mniejszymi rekinami, rybami kostnymi i krabami. Mimo dużych rozmiarów i drapieżnego trybu życia nie zanotowano ataków rekina kolczastego na ludzi.